# Arc natural

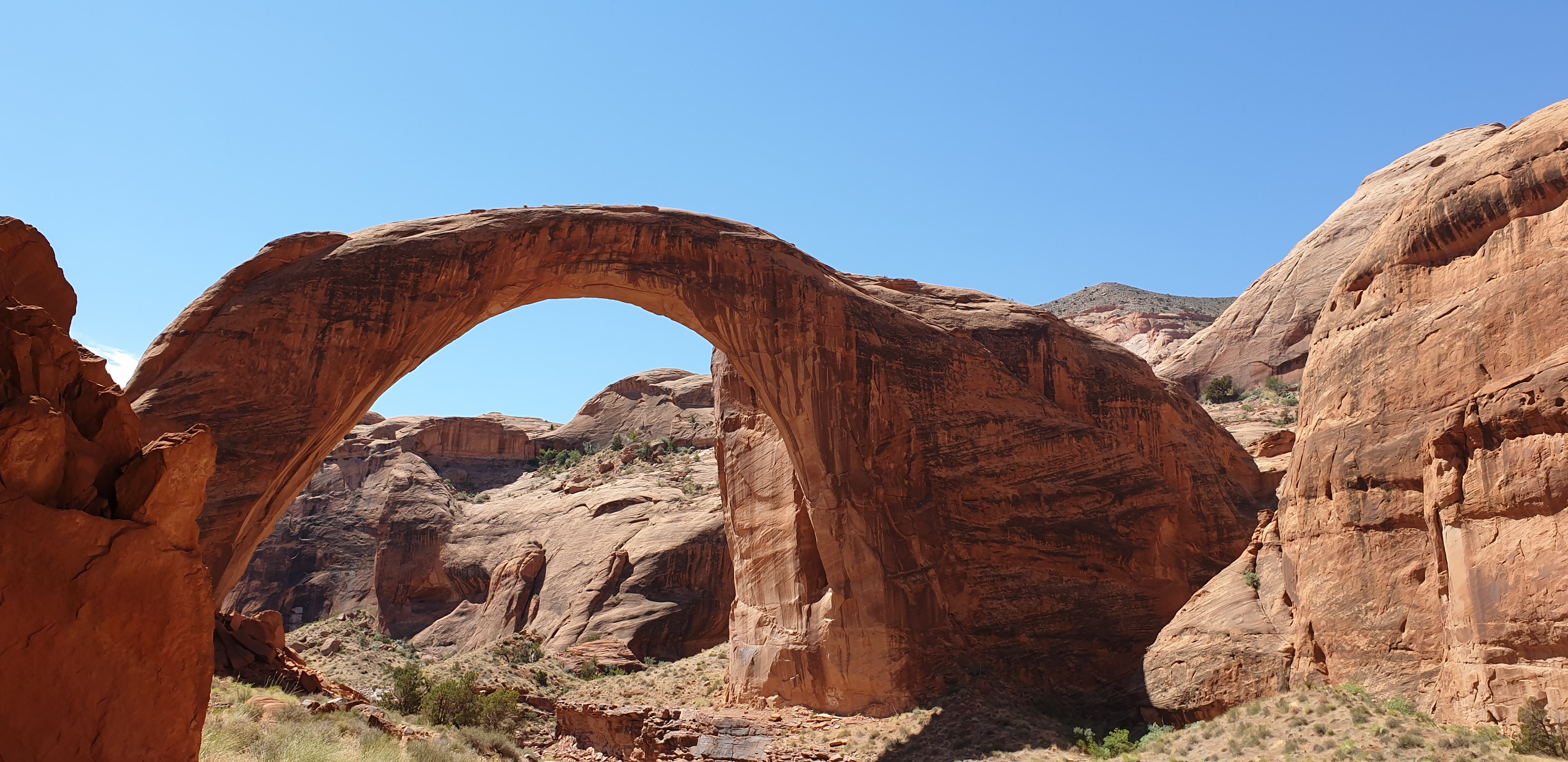
Arc natural Rainbow Bridge, Utah, EUA

Un arc natural, pont natural o pont de roca (geologia, geomorfologia) és una forma natural del relleu, on n'ha restat un arc producte de l'erosió diferencial. Aquestes estructures es formen quan les zones menys resistents de les roques o les fissures són erosionades profundament fins a foradar i travessar la roca. Aquest tipus d'acció erosiva s'anomena corrasió. en natural arch; es arco natural; fr arche rocheuse.
Un arc natural es forma per l'eliminació natural i selectiva d'una roca exposada. Hi ha molts processos diferents d'erosió que poden contribuir a l'eliminació natural i selectiva de la roca. Aquests processos, normalment, només fan que es formi un arc natural quan determinades combinacions d'ells actuen sobre la roca d'una forma específica. L'aigua, la gravetat i la fluctuació de la temperatura són les principals forces implicades en tallar arcs naturals a la roca.

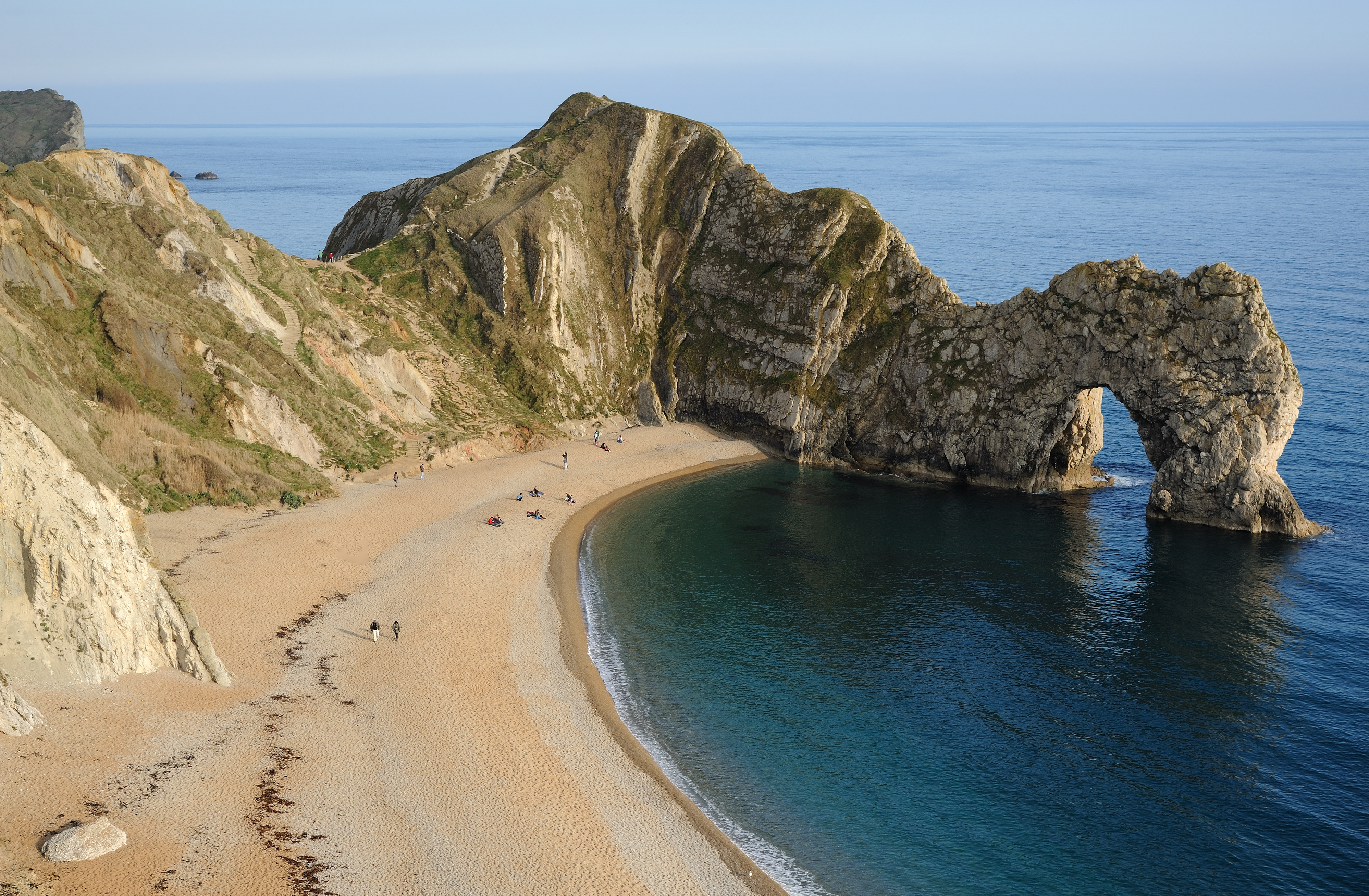
Durdle Door és un arc natural de pedra calcària a la costa juràssica de Dorset, Anglaterra.

Els processos naturals que condueixen a l'eliminació selectiva de la roca són gairebé exclusivament processos d'erosió. L'erosió pot desgastar la roca tant macroscòpicament com microscòpicament. Tots dos modes són efectius, encara que en diferents escales de temps.
L'arc o pont natural conegut més gran del planeta és el Pont de Xianren. Un grup d'estudiosos de la Natural Arch and Bridge Society, va visitar l'indret a la Xina el 16 d'octubre de 2010. Durant aquesta visita, els amidaments van establir que l'amplada de l'obertura és de 138 m i l'alçada de l'obertura de 70 m. Es va confirmar que, de tots els mesurats, l'arc té l'abast més gran per un ampli marge.